# Musées des Îles Salomon
Les Îles Salomon comptent quatre musées, principalement situés dans la capitale, Honiara :
- Solomon Islands National Museum (en) (1969)
- Vilu Military Museum
- Peter Joseph WW2 Museum
- Willie Besi War Museum